# Helmut Adam
Helmut Adam (1 de Outubro de 1916 - 1 de Dezembro de 1942) foi um oficial alemão que serviu no Exército Alemão durante a Segunda Guerra Mundial. Foi condecorado com a Cruz de Cavaleiro da Cruz de Ferro.

## Carreira

### Patentes
| Offiziersanwärter | 1 de abril de 1937   |
| Leutnant          | 1 de janeiro de 1938 |
| Oberleutnant      | 1 de junho de 1940   |
| Hauptmann         | 22 de julho de 1942  |
| Major             | 1943 póstumo         |

### Condecorações
| Cruz de Ferro 2ª Classe               | 20 de maio de 1940     |
| Cruz de Ferro 1ª Classe               | 17 de agosto de 1941   |
| Distintivo de feridos (1939) em preto |                        |
| Distintivo de feridos (1939) em prata |                        |
| Sturmabzeichen                        |                        |
| Medalha da Frente Oriental            |                        |
| Cruz de Cavaleiro da Cruz de Ferro    | 21 de novembro de 1941 |
| Cruz Germânica em Ouro                | 23 de novembro de 1944 |